# Mariateresa Vivaldini
Mariateresa Vivaldini (Brescia, 22 novembre 1967) è una politica italiana.

## Biografia
Discendente da una famiglia di imprenditori agricoli operanti nella pianura bresciana e cremonese, è laureata in scienze politiche e relazioni internazionali..

## Carriera politica
Inizia la sua carriera politica nel 2004 come assessora e vicesindaca del comune di Pavone del Mella, per poi essere eletta sindaca dello stesso comune nel 2014 e riconfermata nel 2019. Ha ricoperto vari incarichi nella Provincia di Brescia, incluso quello di assessora ai lavori pubblici dal 2010 al 2015, diventando la prima donna a rivestire tale ruolo nella provincia.
Nel 2014 viene eletta consigliera della Provincia di Brescia, venendo sempre riconfermata nelle successive elezioni provinciali. Le sono state affidate le deleghe all'ambiente, all'energia, alle attività estrattive e alla programmazione europea.
Tenta senza successo per due volte la corsa al Pirellone: nel 2018 si candida con Noi con l'Italia e ottiene 1.472 preferenze, nel 2023 con Fratelli d'Italia arrivando a 4.467 preferenze. Durante le politiche del 2022 è inoltre candidata per la lista Noi Moderati al Senato della Repubblica (capolista nel collegio Lombardia 03), ma il basso risultato della lista ne impedisce l'elezione.
Nel 2022 Vivaldini è stata nominata membro del consiglio di amministrazione di Acque Bresciane..
Nel 2024 annuncia la sua candidatura alle elezioni europee nella lista di Fratelli d'Italia, venendo eletta con 18.796 preferenze.